# Mayr Antriebstechnik
mayr Antriebstechnik ist ein Unternehmen der Antriebstechnik und Hersteller von Sicherheitskupplungen, Wellenkupplungen, Sicherheitsbremsen, elektromagnetischen Kupplungen und Bremsen, Gleichstromantrieben und Gleichrichtern.
Das Unternehmen wurde 1897 gegründet. Anfangs fertigte man Transmissionen für Sägewerke und Mühlen. Als sich die elektrische Antriebstechnik nach und nach durchsetzte, entwickelte und fertigte das Unternehmen moderne Antriebselemente.
Mayr-Kupplungen und -Bremsen arbeiten in folgenden Branchen: Werkzeugmaschinen, Textilmaschinen, Druckmaschinen, Holzbearbeitungsmaschinen, Abfüllmaschinen, kunststoffverarbeitende Maschinen, Energie- und Umwelttechnik (Windkraft), Aufzüge (Aufzugsbremsen) und Fahrtreppen, Bühnentechnik und Sondermaschinen.
Der Stammsitz des Unternehmens mit rund 750 Mitarbeitern befindet sich in Mauerstetten im Allgäu, das zwischen München und dem Bodensee liegt. Weitere Werke befinden sich in Polen und China. Im polnischen Fertigungswerk sind ca. 400 (Stand 2025) Mitarbeiter beschäftigt. Im chinesischen Montagewerk arbeiten mehr als 100 (Stand 2025) Mitarbeiter. Seit 2024 gibt es auch Fertigungswerk in Indien. Darüber hinaus hat das Unternehmen in England, Italien, Frankreich, Schweiz, Japan, USA und Singapur insgesamt acht Vertriebsniederlassungen. Mit Außenbüros und 40 zusätzlichen Ländervertretungen ist mayr Antriebstechnik weltweit vor Ort präsent.
Das unabhängige Familienunternehmen ist bereits in der fünften Generation im Besitz der Familie Mayr.

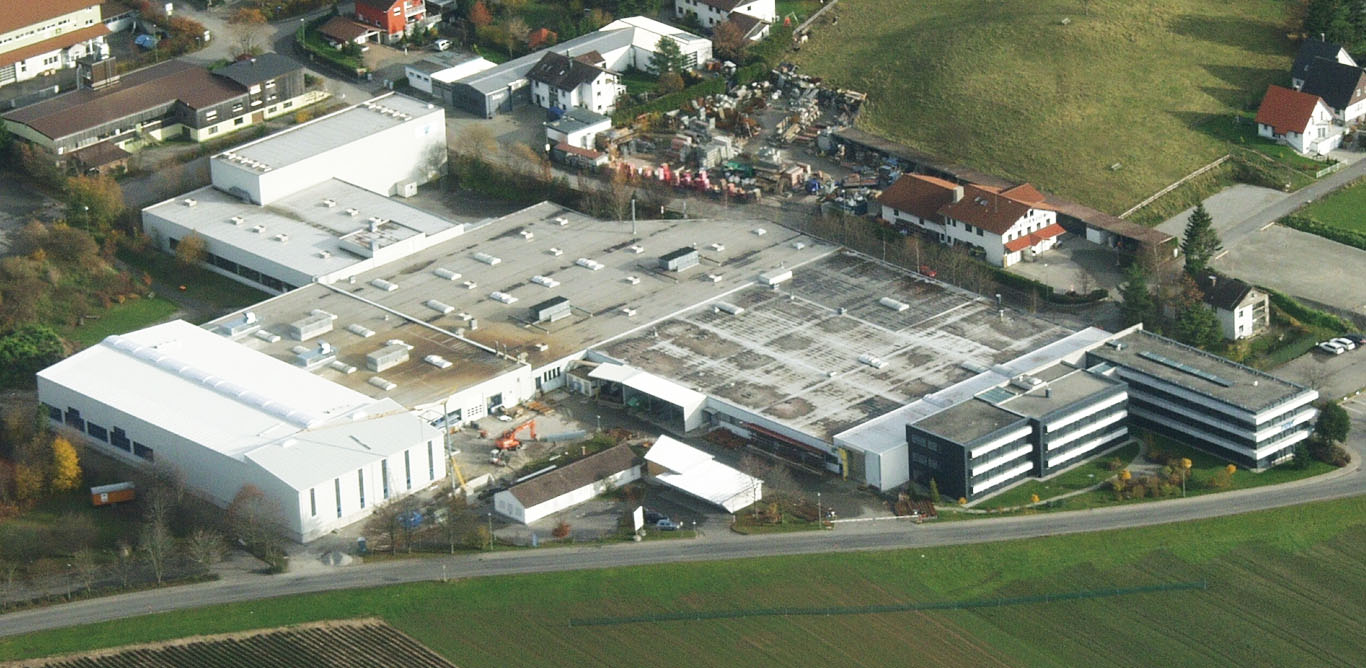
Stammhaus Mauerstetten

## Geschichtliches
Im Jahr 1897 wurde das Unternehmen durch Christian Mayr gegründet.
Fritz Mayr trat 1956 in das Unternehmen ein, das zwei Jahre später mit der Entwicklung von Sicherheitskupplungen begann. Die erste Auslandsvertretung existierte ab 1963 in Österreich. 1965 übernahm Fritz Mayr die Geschäftsführung.
Das Unternehmen vergrößerte sich durch den Umzug mit 70 Mitarbeitern von Kaufbeuren nach Mauerstetten (1973, 4500 m²).
Das Auslandsgeschäft wurde ausgebaut mit der Gründung des Produktionsstandortes Polen (1994) sowie dem Aufbau einer Repräsentanz in China (2004).
Das Unternehmen wuchs stetig, so erfolgten 2005 ein Neubau und somit eine Erweiterung bei mayr Polen. Auch die deutsche Produktionsstätte in Mauerstetten wurde ausgebaut, es erfolgte 2006 eine Produktionserweiterung um 2000 m² sowie 2012 um weitere 3000 m². Das Verwaltungsgebäude in Mauerstetten wurde 2014 um eine dritte Etage erweitert.
2018 wurde das Kommunikationszentrum mayr.com eröffnet, 2020 wurde der Umbau der bestehenden Hallen 1 und 2 einschließlich Sozialgebäude, Dachterrasse und Betriebsrestaurant abgeschlossen und 2021 wurde das automatische Hochregallager in Betrieb genommen.
Seit 2018 ist Ferdinand Mayr Mitglied der Geschäftsleitung und hat 2022 die Position des CEO übernommen.